# De Koningen der Baan
De Koningen der Baan (Frans: Les Rois du Volant) is de naam van publicitaire strandspelen die tussen 1953 en 1970 in de maanden juli en augustus gehouden werden aan de Belgische Kust.
De wedstrijden werden in elke badstad meestal op twee opeenvolgende dagen gehouden. Het waren in feite koersen met trapauto's. De jeugdige deelnemers werden verdeeld in twee leeftijdscategorieën, van elke categorie mochten de tien best geplaatsten naar de finale voor een wedstrijd tegen het uurwerk. De winnaar kreeg een polshorloge. Een nationale finale werd elk jaar gehouden in september, in 1969 vond deze plaats op het Flageyplein te Brussel. Voor de winnaar was er als prijs bijvoorbeeld een reis beschikbaar.
De strandspelen werden gesponsord door onder meer Apollinaris, Pontiac en Torck.